# Aleh Hulak

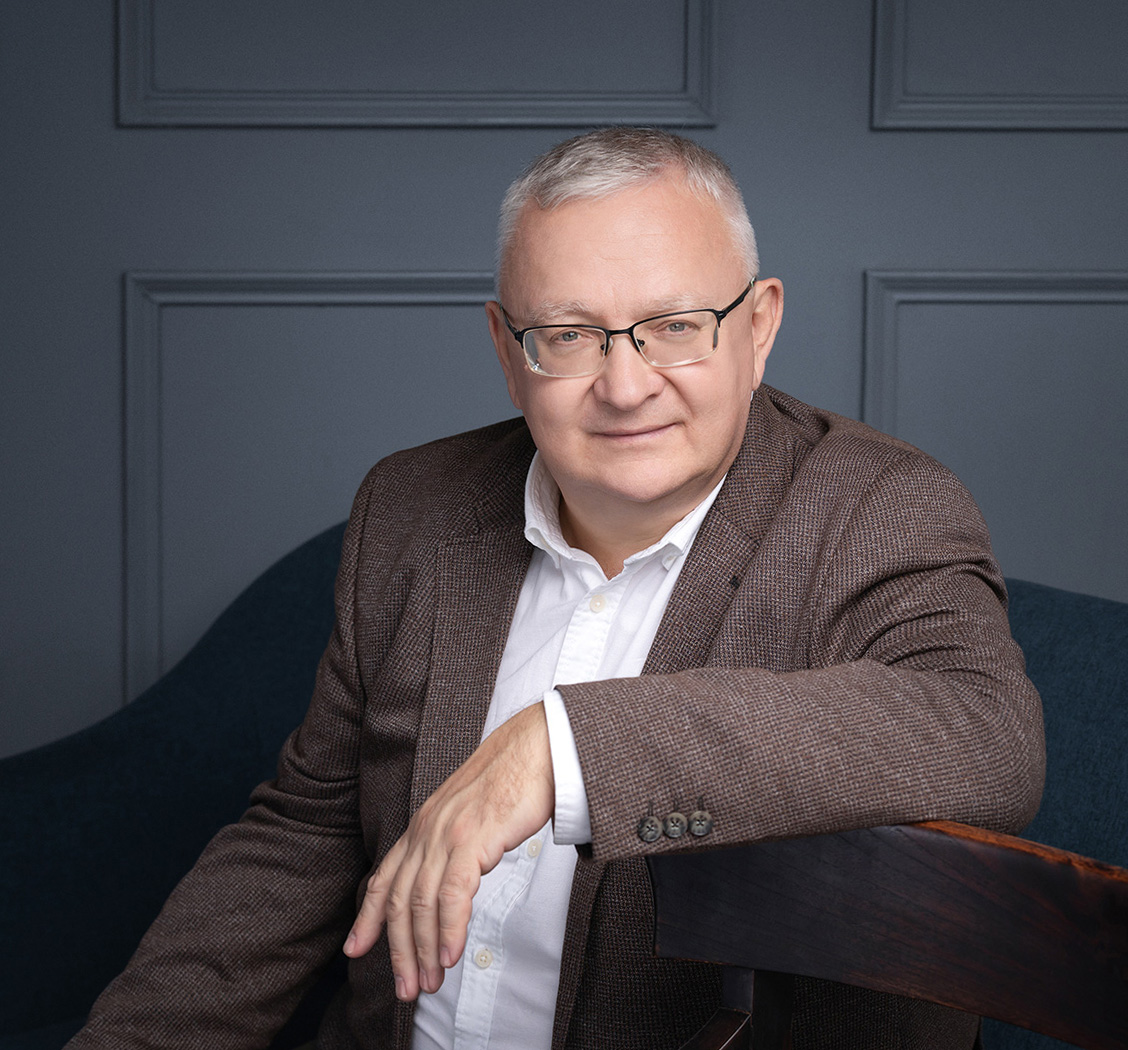
Aleh Hulak, 2022

Aleh Mikalajewitsch Hulak (belarussisch Алег Мікалаевіч Гулак, russisch Олег Николаевич Гулак, Oleg Nikolajewitsch Gulak; * 1. September 1967, Schilitschi, Weißrussische SSR, UdSSR; † vor oder am 16. Dezember 2022) war ein belarussischer Jurist und Menschenrechtler. Er war Vorsitzender des Belarussischen Helsinki-Komitees.

## Leben
Aleh Hulak wurde in einer Lehrerfamilie geboren. 1989 schloss er ein Studium in Jura an der Belarussischen Staatlichen Universität in Minsk ab. Er heiratete und ging nach Pinsk. Dort arbeitete er von 1990 bis 1996 als juristischer Berater in verschiedenen Betrieben und kommerziellen Organisationen.
1996 wurde er Mitglied in der Belarussischen Helsinki-Gruppe und gründete den Regionalverband Pinsk mit. Ab 1997 war er als Jurist für die Organisation tätig, später auch als Exekutivdirektor. 2007 wurde er stellvertretender Vorsitzender, 2008 Vorsitzender des Belarussischen Helsinki-Komitees.
Aleh Hulak unterstützte viele Menschen juristisch vor Gericht, um ihre Rechte zu schützen. Er nahm an Aktionen für freie Wahlen und anderen Protesten teil.
Aleh Hulak starb im Alter von 55 Jahren vermutlich an den Folgen eines Blutgerinnsels. Hulak hatte Herzprobleme und wartete auf eine Operation.

## Ehrungen und Auszeichnungen
2016: Deutsch-Französischer Preis für Menschenrechte und Rechtsstaatlichkeit der französischen und deutschen Außenministerien.